# (1206) Нумеровия
(1206) Нумеровия (лат. Numerowia) — небольшой астероид внешней части главного пояса, который был обнаружен 18 октября 1931 года немецким астрономом Карлом Вильгельмом Рейнмутом, работавшим в Гейдельбергской обсерватории. Был назван в честь советского астронома Бориса Васильевича Нумерова.
Период обращения астероида вокруг Солнца составляет 4,849 года.